# Panama
Panama (/ˈpænəmɑː/ ⓘ PAN-ə-mah, /pænəˈmɑː/ pan-ə-MAH; špansko Panamá IPA: [panaˈma] ⓘ), uradno Republika Panama (špansko República de Panamá), je čezcelinska država v Srednji Ameriki, ki zajema južni del Severne Amerike v severni del Južne Amerike. Na zahodu meji na Kostariko, na jugovzhodu na Kolumbijo, na severu na Karibsko morje in na jugu na Tihi ocean. Njeno glavno in največje mesto je Panama City, katerega metropolitansko območje je dom skoraj polovice več kot 4 milijonov prebivalcev države.
Panamo so naseljevala domorodna plemena, preden so v 16. stoletju prišli španski kolonisti. Leta 1821 se je odcepila od Španije in se pridružila Republiki Veliki Kolumbiji, zvezi Nove Granade, Ekvadorja in Venezuele. Po razpadu Velike Kolumbije leta 1831 sta Panama in Nova Granada sčasoma postali Republika Kolumbija. Ob podpori Združenih držav se je Panama leta 1903 odcepila od Kolumbije, kar je omogočilo, da je inženirski korpus ameriške vojske dokončal gradnjo Panamskega prekopa med letoma 1904 in 1914. S pogodbami Torrijos–Carter iz leta 1977 je bilo dogovorjeno, da se prekop prenese iz ZDA v Panamo 31. decembra 1999. Okoliško ozemlje je bilo prvič vrnjeno leta 1979.
Prihodki od cestnin še naprej predstavljajo pomemben del panamskega BDP, čeprav so trgovina, bančništvo in turizem glavni in rastoči sektorji. Velja za gospodarstvo z visokim dohodkom. Leta 2019 se je Panama glede na indeks človekovega razvoja uvrstila na 57. mesto na svetu. Leta 2018 je bila Panama po indeksu globalne konkurenčnosti Svetovnega gospodarskega foruma uvrščena na sedmo najbolj konkurenčno gospodarstvo v Latinski Ameriki. Panama je bila leta 2023 uvrščena na 84. mesto na svetovnem indeksu inovacij.
Panamske džungle, ki pokrivajo približno 40 odstotkov kopnega, so dom številnim tropskim rastlinam in živalim – nekaterih od njih ni nikjer drugje na zemlji.
Panama je ustanovna članica Združenih narodov in drugih mednarodnih organizacij, kot so OAS, LAIA, G77, WHO in NAM.

## Etimologija
Dokončen izvor imena Panama ni znan. Teorij je več. Ena navaja, da je država dobila ime po navadni drevesni vrsti (Sterculia apetala, panamsko drevo). Druga navaja, da so prvi naseljenci prispeli v Panamo avgusta, ko je metuljev v izobilju, in da ime pomeni številni metulji v enem ali več avtohtonih indijanskih jezikih, ki so se govorili na ozemlju pred špansko kolonizacijo. Druga teorija navaja, da je beseda kastiljanizacija besede bannaba v jeziku Kuna, ki pomeni 'oddaljen' ali 'daleč'.
Običajno razširjena legenda v Panami pravi, da je obstajala ribiška vas, ki je nosila ime Panamá, kar naj bi pomenilo 'obilje rib', ko so se španski kolonizatorji prvič izkrcali na tem območju. Natančna lokacija vasi ni znana. Legendo običajno potrjujejo dnevniški zapisi stotnika Antonia Tella de Guzmána, ki poroča o pristanku v neimenovani vasi med raziskovanjem panamske obale leta 1515; vas opiše le kot »isto malo avtohtono ribiško mesto«. Leta 1517 se je don Gaspar de Espinosa, španski poročnik, odločil namestiti postojanko na isti lokaciji, kot jo je opisal Guzmán. Leta 1519 se je Pedro Arias Dávila odločil na tem mestu ustanoviti pacifiško pristanišče španskega cesarstva. Nova naselbina je nadomestila Santa María la Antigua del Darién, ki je izgubila svojo funkcijo v globalnem načrtu krone po začetku španskega izkoriščanja bogastev v Pacifiku.
Uradna definicija in izvor imena, ki ga promovira panamsko ministrstvo za izobraževanje, je »obilje rib, dreves in metuljev«. To je običajen opis v učbenikih družboslovja.

## Zgodovina
V času prihoda Špancev v 16. stoletju so znani prebivalci Paname vključevali plemena Cuevas in Coclé. Ti ljudje so skoraj izginili, saj niso bili imuni na evropske nalezljive bolezni.

### Predkolumbijsko obdobje
Panamska ožina je nastala pred približno tremi milijoni let, ko je kopenski most med Severno in Južno Ameriko končno postal dokončan in so ga rastline in živali postopoma prečkale v obe smeri. Obstoj ožine je vplival na širjenje ljudi, kmetijstva in tehnologije po vsej ameriški celini od pojava prvih lovcev in zbiralcev do obdobja vasi in mest.
Najzgodnejši odkriti artefakti domorodnih ljudstev v Panami vključujejo paleoindijanske konice. Poznejša osrednja Panama je bila dom nekaterih prvih izdelovalcev keramike v Ameriki, na primer kulture v Monagrillu, ki segajo v 2500–1700 pr. n. št. Ti so se razvili v pomembne populacije, ki so najbolj znane po svojih spektakularnih pokopih (ki segajo v okoli 500–900 n. št.) na arheološkem najdišču Monagrillo in njihovi čudoviti pobarvani keramiki v slogu Gran Coclé. Monumentalne monolitne skulpture na mestu Barriles (Chiriqui) so prav tako pomembne sledi teh starodavnih kultur iz ožine.
Pred prihodom Evropejcev je bila Panama široko poseljena z ljudstvi Chibchan, Chocoan in Cueva. Največja skupina so bili Cueva (katerih posebna jezikovna pripadnost je slabo dokumentirana). Velikost avtohtonega prebivalstva ožine v času evropske kolonizacije je negotova. Ocene segajo do dva milijona ljudi, novejše študije pa to številko približujejo 200.000. Arheološke najdbe in pričevanja zgodnjih evropskih raziskovalcev opisujejo različne domorodne skupine, ki kažejo kulturno raznolikost in kažejo, da so se ljudje razvili po rednih regionalnih trgovskih poteh. Avstronezijci so imeli trgovsko mrežo s Panamo, saj obstajajo dokazi, da so kokosovi orehi dosegli pacifiško obalo Paname s Filipinov v predkolumbijskem času.
Ko je bila Panama kolonizirana, so staroselci pobegnili v gozd in na bližnje otoke. Strokovnjaki verjamejo, da so bile nalezljive bolezni glavni vzrok za upad prebivalstva ameriških staroselcev. Avtohtona ljudstva niso imela pridobljene imunosti proti boleznim, kot so črne koze, ki so bile stoletja kronične pri prebivalcih Evrazije.

### Osvajanje do 1799
Rodrigo de Bastidas je leta 1501 odplul proti zahodu iz Venezuele v iskanju zlata in postal prvi Evropejec, ki je raziskoval Panamsko ožino. Leto pozneje je Krištof Kolumb obiskal ožino in ustanovil kratkotrajno naselje v Darienu. Mučno potovanje Vasca Núñeza de Balboe od Atlantika do Pacifika leta 1513 je pokazalo, da je bila ožina res pot med morji, in Panama je hitro postala križišče in trg Španskega imperija v Novem svetu. Kralj Ferdinand II. je imenoval Pedra Ariasa Dávilo za kraljevega guvernerja. Prispel je junija 1514 z 19 plovili in 1500 možmi. Leta 1519 je Dávila ustanovil mesto Panama. Zlato in srebro so pripeljali z ladjo iz Južne Amerike, ju prepeljali čez ožino in naložili na ladje za Španijo. Pot je postala znana kot Camino Real ali Kraljeva cesta, čeprav je bila zaradi številnih grobišč ob poti bolj znana kot Camino de Cruces (Križeva cesta).
Panama je bila pod špansko oblastjo skoraj 300 let (1538–1821) in je skupaj z vsemi drugimi španskimi posestmi v Južni Ameriki postala del podkraljevstva Peru. Od samega začetka je panamska identiteta temeljila na občutku »geografske usode«, panamska sreča pa je nihala glede na geopolitični pomen ožine. Kolonialna izkušnja je povzročila panamski nacionalizem ter rasno zapleteno in zelo razslojeno družbo, vir notranjih konfliktov, ki so bili v nasprotju z združevalno silo nacionalizma.
Leta 1538 je bila ustanovljena Real Audiencia Paname, sprva s pristojnostjo od Nikaragve do Cape Horna, do osvojitve Peruja. Real Audiencia je bilo sodno okrožje, ki je delovalo kot pritožbeno sodišče. Vsaka audiencia je imela oidorja (poslušalec, sodnik).
Španske oblasti so imele malo nadzora nad večjim delom ozemlja Paname. Velikim delom se je uspelo upreti osvajanju in misijonarjenju do zelo pozne kolonialne dobe. Zaradi tega so bili staroselci tega območja pogosto imenovani indios de guerra (vojni Indijanci), ki so se uprli španskim poskusom, da bi jih osvojili ali jih poslali v misijone. Vendar je bila Panama strateško pomembna za Španijo, saj je bila to najlažji način za pretovarjanje srebra, izkopanega v Peruju, v Evropo. Srebrni tovor je bil iztovorjen v Panami in nato po kopnem odpeljan v Portobello ali Nombre de Dios na karibski strani ožine za nadaljnjo pošiljko. Poleg evropske poti je obstajala tudi azijsko-ameriška pot, ki je vodila do trgovcev in pustolovcev, ki so prevažali srebro iz Peruja, skozi Panamo prispeli do Acapulca v Mehiki, preden so pripluli v Manilo na Filipinih z uporabo slavnih Manilskih galeonov.
Zaradi nepopolnega španskega nadzora je bila panamska pot ranljiva za napade piratov (večinoma nizozemskih in angleških) in Afričanov iz Novega sveta, imenovanih cimarroni, ki so se osvobodili suženjstva in živeli v komunah ali palenkah okoli Camino Real v notranjosti Paname in na nekaterih otokih ob panamski pacifiški obali. Ena taka slavna skupnost je bila majhno kraljestvo pod Bayanom, ki je nastalo v letih od 1552 do 1558. Slavnim napadom sira Francisa Drakea na Panamo v letih 1572–73 in prehodu Johna Oxenhama v Tihi ocean so pomagali panamski cimaroni, španske oblasti pa so jih lahko spravile pod nadzor tako, da so z njimi sklenile zavezništvo, ki jim je leta 1582 zagotovilo svobodo v zameno za vojaško podporo.
Blaginja v prvih dveh stoletjih (1540–1740) je medtem prispevala h kolonialni rasti; umestitev obsežne regionalne pravosodne oblasti (Real Audiencia) v svojo pristojnost; in ključna vloga, ki jo je imela na vrhuncu Španskega imperija – prvega sodobnega globalnega imperija – je pomagala opredeliti značilen občutek avtonomije in regionalne ali nacionalne identitete znotraj Paname precej pred ostalimi kolonijami.
Konec sistema encomienda v Azueru pa je istega leta sprožil osvojitev Veraguasa. Pod vodstvom Francisca Vázqueza je regija Veraguas leta 1558 prešla pod kastiljsko oblast. V novo osvojeni regiji je bil uveden stari sistem encomienda. Po drugi strani pa lahko panamsko gibanje za neodvisnost posredno pripišemo ukinitvi sistema encomienda na polotoku Azuero, ki ga je uvedla španska krona leta 1558 zaradi ponavljajočih se protestov domačinov proti slabemu ravnanju z domorodnim prebivalstvom. Namesto tega se je uveljavljal sistem srednjega in manjšega zemljiškega posestništva, ki je oblast velikim posestnikom odvzel v roke srednjih in malih posestnikov.
Panama je bila kraj ponesrečenega načrta Darien, ki je leta 1698 ustanovil škotsko kolonijo v regiji. Ta je propadla iz več razlogov, dolg, ki je sledil, pa je prispeval k združitvi Anglije in Škotske leta 1707.
Leta 1671 je zasebnik Henry Morgan z licenco angleške vlade oplenil in požgal mesto Panama – drugo najpomembnejše mesto v španskem Novem svetu v tistem času. Leta 1717 je bilo ustanovljeno podkraljevstvo Nova Granada (severna Južna Amerika) kot odgovor na druge Evropejce, ki so poskušali zavzeti špansko ozemlje v karibski regiji. Panamska ožina je bila postavljena pod njeno jurisdikcijo. Vendar pa se je oddaljenost glavnega mesta Nove Granade, Santa Fe de Bogotá (sodobna prestolnica Kolumbije), izkazala za večjo oviro, kot je pričakovala španska krona, saj so oblast Nove Granade izpodbijali s položajem, bližjo bližino in prejšnjimi vezmi s podkraljevstvom iz Lime in celo na lastno pobudo Paname. Ta neprijeten odnos med Panamo in Bogoto bi trajal stoletja.
Leta 1744 je škof Francisco Javier de Luna Victoria DeCastro ustanovil kolegij San Ignacio de Loyola in 3. junija 1749 ustanovil La Real y Pontificia Universidad de San Javier. V tem času pa sta pomen in vpliv Paname postala nepomembna, saj je moč Španije v Evropi upadala, napredek v navigacijski tehniki pa je vse bolj dovoljeval ladjam, da obkrožijo rt Horn, da bi dosegle Pacifik. Medtem ko je bila panamska pot kratka, je bila tudi delovno intenzivna in draga zaradi nakladanja in razkladanja ter potovanja z naloženim vozilom, ki je bilo potrebno za prehod z ene obale na drugo.

### 1800-ta
Medtem ko so se špansko-ameriške vojne za neodvisnost razgrevale po vsej Latinski Ameriki, se je mesto Panama pripravljalo na neodvisnost; vendar je njihove načrte pospešil enostranski Grito de La Villa de Los Santos (Krik iz mesta svetnikov), ki so ga 10. novembra 1821 izdali prebivalci Azuera brez podpore mesta Panama, da razglasijo svojo ločitev od španskega cesarstva. Tako v Veraguasu kot v prestolnici je bilo to dejanje sprejeto s prezirom, čeprav na različnih ravneh. Za Veraguasa je bilo to največje dejanje izdaje, medtem ko se je za prestolnico zdelo neučinkovito in nepravilno, poleg tega pa jih je prisililo, da so pospešili svoje načrte.
Kljub temu je bil Grito s strani prebivalcev Azuera znak njihovega antagonizma do gibanja za neodvisnost v prestolnici. Tisti v regiji prestolnice pa so na gibanje Azueran gledali s prezirom, saj so separatisti v mestu Panama verjeli, da se njihovi nasprotniki v Azueru ne borijo samo za neodvisnost od Španije, ampak tudi za svojo pravico do samoupravljanja ločeno od mesta Panama, ko Špancev ne bo več.
S strani Azuera, ki je živel v strahu pred polkovnikom Joséjem Pedrom Antoniom de Fábrega y de las Cuevas (1774–1841), je to veljalo za tvegano potezo. Polkovnik je bil neomajen lojalist in je imel v rokah vse vojaške zaloge otoka. Bali so se hitrega maščevanja in hitrega maščevanja separatistom.

### Postkolonialna Panama
V 80 letih po osamosvojitvi od Španije je bila Panama pododdelek Velike Kolumbije, potem ko se je državi prostovoljno pridružila konec leta 1821.
Prebivalci otoka so se več kot 80-krat poskušali odcepiti od Kolumbije. Uspehu so se približali leta 1831, nato pa ponovno med tisočdnevno vojno 1899–1902, ki so jo med domorodnimi Panamci razumeli kot boj za zemljiške pravice pod vodstvom Victoriana Lorenza.
Namera ZDA, da bi vplivale na to območje, zlasti na gradnjo in nadzor nad Panamskim prekopom, je leta 1903 vodila do ločitve Paname od Kolumbije in njene ustanovitve kot države. Ko je senat Kolumbije 22. januarja 1903 zavrnil pogodbo Hay-Herrán, so se ZDA odločile podpreti in spodbujati panamsko separatistično gibanje.
Novembra 1903 je Panama ob tihi podpori Združenih držav razglasila svojo neodvisnost in sklenila pogodbo Hay–Bunau-Varilla z Združenimi državami brez prisotnosti enega samega Panamca. Philippe Bunau-Varilla, francoski inženir in lobist, je zastopal Panamo, čeprav sta panamski predsednik in delegacija prispela v New York na pogajanja o pogodbi. Pogodba je bila hitro pripravljena in podpisana noč preden je panamska delegacija prispela v Washington. G. Bunau-Varilla je bil zaposlen v podjetju Francoskega kanala, ki je propadlo in je bilo zdaj v stečaju. Pogodba je Združenim državam podelila pravice, »kot da bi bile suverene« v območju, širokem približno 16 km in dolgem 80 km. Na tem območju bi ZDA zgradile kanal, ga nato upravljale, utrdile in branile »večno«.
Leta 1914 so Združene države dokončale obstoječi 83 kilometrov dolg prekop.
Zaradi strateškega pomena prekopa med drugo svetovno vojno so ZDA obsežno utrdile dostop do njega.
Računali pa so na vpliv separatistov v prestolnici. Vse od oktobra 1821, ko je nekdanji generalni guverner Juan de la Cruz Murgeón zapustil ožino v kampanji v Quitu in prepustil polkovniku poveljstvo, so se separatisti Fábrega počasi spreminjali na stran separatistov. Tako je bil Fábrega do 10. novembra zdaj podpornik gibanja za neodvisnost. Kmalu po separatistični razglasitvi Los Santosa je Fábrega sklical vse organizacije v prestolnici s separatističnimi interesi in uradno izjavil, da mesto podpira neodvisnost. Zaradi spretnega podkupovanja rojalističnih čet ni prišlo do vojaških posledic.
Od leta 1903 do 1968 je bila Panama ustavna demokracija, v kateri je prevladovala komercialno usmerjena oligarhija. V 1950-ih je panamska vojska začela izzivati politično hegemonijo oligarhije. V zgodnjih 1960-ih so se v Panami začeli trajni pritiski za ponovna pogajanja o pogodbi Hay–Bunau–Varilla, vključno z neredi, ki so izbruhnili v začetku leta 1964, kar je povzročilo obsežno ropanje in na desetine smrti ter evakuacijo ameriškega veleposlaništva.
Med pogajanji o Robles-Johnsonovi pogodbi so v Panami leta 1968 potekale volitve. Kandidati so bili:
- Dr. Arnulfo Arias Madrid, Unión Nacional (Nacionalna zveza)
- Antonio González Revilla, Democracia Cristiana (Krščanski demokrati)
- Engr. David Samudio, Alianza del Pueblo (Ljudska zveza), ki je imel podporo vlade.

Arias Madrid je bil razglašen za zmagovalca volitev, ki so jih zaznamovali nasilje in obtožbe goljufije proti Alianzi del Pueblo. 1. oktobra 1968 je Arias Madrid prevzel položaj predsednika Paname in obljubil, da bo vodil vlado »nacionalne unije«, ki bo končala vladajočo korupcijo in utrla pot novi Panami. Teden in pol kasneje, 11. oktobra 1968, je nacionalna garda (Guardia Nacional) odstavila Ariasa in sprožila spiralo navzdol, ki bo dosegla vrhunec z invazijo Združenih držav leta 1989. Arias, ki je obljubil, da bo spoštoval hierarhijo Nacionalne garde, je prekinil pakt in začel obsežno prestrukturiranje garde. Da bi ohranila gardo in svoje lastne interese, sta podpolkovnik Omar Torrijos Herrera in major Boris Martínez poveljevala še en vojaški udar proti vladi.
Vojska se je opravičevala z izjavo, da Arias Madrid poskuša vzpostaviti diktaturo, in obljubila vrnitev k ustavni vladavini. Medtem je garda začela s serijo populističnih ukrepov, s katerimi bi pridobila podporo za državni udar. Med njimi so bili:
- zamrznitev cen hrane, zdravil in drugega blaga [36] do 31. januarja 1969
- zamrznitev ravni najemnine
- legalizacija stalnosti skvoterskih družin v okrožjih, ki obkrožajo zgodovinsko mesto Panama Viejo[35]

Vzporedno s tem je vojska začela s politiko represije proti opoziciji, ki so jo označili za komuniste. Vojska je imenovala začasno vladno hunto, ki naj bi organizirala nove volitve. Vendar se je nacionalna garda izkazala za zelo nenaklonjena opustitvi oblasti in se je kmalu začela imenovati El Gobierno Revolucionario (Revolucionarna vlada).

### Po letu 1970
Pod nadzorom Omarja Torrijosa je vojska preoblikovala politično in gospodarsko strukturo države, uvedla obsežno pokritost s storitvami socialne varnosti in razširila javno izobraževanje.
Ustava je bila spremenjena leta 1972. Za reformo ustave je vojska ustanovila novo organizacijo, skupščino predstavnikov Corregimiento, ki je nadomestila državno skupščino. Nova skupščina, znana tudi kot Poder Popular (Moč ljudstva), je bila sestavljena iz 505 članov, ki jih je izbrala vojska, brez sodelovanja političnih strank, ki jih je vojska izločila. Nova ustava je razglasila Omarja Torrijosa za najvišjega voditelja panamske revolucije in mu priznala neomejeno oblast za šest let, čeprav je bil Demetrio B. Lakas, da bi ohranil fasado ustavnosti, imenovan za predsednika za isto obdobje.
Leta 1981 je Torrijos umrl v letalski nesreči. Torrijosova smrt je spremenila ton političnega razvoja Paname. Kljub ustavnim spremembam iz leta 1983, ki so prepovedale politično vlogo vojske, so Panamske obrambne sile (PDF), kot so bile takrat znane, še naprej prevladovale v panamskem političnem življenju. V tem času je general Manuel Antonio Noriega trdno nadzoroval tako PDF kot civilno vlado.
Na volitvah leta 1984 so bili kandidati:
- Nicolás Ardito Barletta Vallarino, ki ga podpira vojska v sindikatu UNADE
- Arnulfo Arias Madrid, za opozicijski sindikat ADO
- nekdanji general Rubén Darío Paredes, ki ga je Noriega prisilil v predčasno upokojitev, ko je kandidiral za Partido Nacionalista Popular (PAP; "Ljudska nacionalistična stranka")
- Carlos Iván Zúñiga, kandidat za Partido Acción Popular (PAPO; Ljudska akcijska stranka)

Barletta je bil razglašen za zmagovalca volitev, ki so bile ocenjene kot lažne. Barletta je podedoval državo v gospodarskem propadu in močno zadolženo pri Mednarodnem denarnem skladu in Svetovni banki. Sredi gospodarske krize in Barlettinih prizadevanj, da bi pomiril upnike države, so nastali ulični protesti, prav tako vojaška represija.
Medtem je Noriegov režim spodbujal dobro skrito kriminalno gospodarstvo, ki je delovalo kot vzporedni vir dohodka za vojsko in njihove zaveznike ter zagotavljalo prihodke od drog in pranja denarja. Proti koncu vojaške diktature je na ožino prišel nov val kitajskih migrantov v upanju, da se preselijo v ZDA. Tihotapljenje Kitajcev je postalo ogromen posel, s prihodki do 200 milijonov dolarjev za Noriegov režim (glej Mon 167).
Vojaška diktatura je umorila ali mučila več kot sto Panamcev in vsaj sto drugih disidentov prisilila v izgnanstvo. Noriegov režim so podprle ZDA in v Srednji Ameriki je začel igrati dvojno vlogo. Medtem ko je skupina Contadora, pobuda, ki so jo sprožili zunanji ministri različnih latinskoameriških držav, vključno s Panamo, izvajala diplomatska prizadevanja za dosego miru v regiji, je Noriega v imenu Cie oskrboval nikaragevske kontrase in druge gverilce v regiji z orožjem in strelivom.
6. junija 1987 se je nedavno upokojeni polkovnik Roberto Díaz Herrera, ki je bil razočaran, ker je Noriega prekršil dogovorjeni »Torrijosov načrt« o nasledstvu, ki bi ga postavil za načelnika vojske po Noriegi, odločil obsoditi režim. Razkril je podrobnosti volilne goljufije, obtožil Noriego, da je načrtoval Torrijosovo smrt, in izjavil, da je Torrijos prejel 12 milijonov dolarjev od iranskega šaha, ker je izgnanemu iranskemu voditelju dal azil. Noriego je obtožil tudi atentata z obglavljenjem takratnega vodje opozicije dr. Huga Spadafore.
V noči na 9. junij 1987 je bila ustanovljena Cruzada Civilista (Državljanska križarska vojska), ki je začela organizirati akcije državljanske nepokorščine. Križarska vojska je pozvala k splošni stavki. V odgovor je vojska suspendirala ustavne pravice in v državi razglasila izredne razmere. 10. julija je Civic Crusade pozval k množičnim demonstracijam, ki so jih 'dobermani', posebna vojaška enota za nadzor nemirov, nasilno zatrli. Ta dan, pozneje znan kot El Viernes Negro (»črni petek«), je pustil veliko ljudi ranjenih in ubitih.
Predsednik ZDA Ronald Reagan je začel niz sankcij proti vojaškemu režimu. ZDA so sredi leta 1987 zaradi notranjepolitične krize v Panami in napada na ameriško veleposlaništvo zamrznile gospodarsko in vojaško pomoč Panami. Sankcije niso uspele odstaviti Noriege, so pa resno prizadele panamsko gospodarstvo. Panamski bruto domači proizvod (BDP) se je med letoma 1987 in 1989 zmanjšal za skoraj 25 odstotkov.
5. februarja 1988 so zvezne porote v Tampi in Miamiju generala Manuela Antonia Noriego obtožile trgovine z mamili. Human Rights Watch je v svojem poročilu iz leta 1989 zapisal: »Washington si je dolga leta zatiskal oči pred zlorabami v Panami, dokler zaskrbljenost zaradi trgovine z drogami ni povzročila obtožb generala [Noriege] s strani dveh velikih porot na Floridi februarja 1988.«
Aprila 1988 se je ameriški predsednik Ronald Reagan skliceval na Zakon o mednarodnih izrednih gospodarskih pooblastilih, s katerim je zamrznil premoženje panamske vlade v vseh ameriških organizacijah. Maja 1989 so Panamci z veliko večino glasovali za kandidate proti Noriegi. Noriegov režim je nemudoma razveljavil volitve in začel nov krog represije.

### Ameriška invazija (1989)
Združene države so napadle Panamo 20. decembra 1989 pod kodnim imenom Operation Just Cause. ZDA so izjavile, da je operacija »potrebna za zaščito življenj državljanov ZDA v Panami, obrambo demokracije in človekovih pravic, boj proti trgovini z drogami in zagotovitev nevtralnosti Panamskega prekopa, kot zahtevajo pogodbe Torrijos–Carter«. ZDA so poročale o 23 ubitih vojakih in 324 ranjenih, število ubitih panamskih vojakov pa ocenjujejo na okoli 450. Ocene civilistov, ubitih v spopadih, segajo od 200 do 4000. Združeni narodi so ocenili število žrtev panamskih civilistov na 500, Americas Watch je ocenila 300, Združene države so navedle številko 202 ubitih civilistov, nekdanji državni tožilec ZDA Ramsey Clark pa je ocenil 4000 smrti. Predstavljala je največjo vojaško operacijo Združenih držav po vietnamski vojni. Število ameriških civilistov (in njihovih vzdrževanih družinskih članov), ki so delali za Komisijo za Panamski prekop in ameriško vojsko in so jih ubile panamske obrambne sile, ni bilo nikoli v celoti razkrito.
Generalna skupščina Združenih narodov je 29. decembra potrdila resolucijo, ki je intervencijo v Panami označila za »očitno kršitev mednarodnega prava ter neodvisnosti, suverenosti in ozemeljske celovitosti držav«. Na podobno resolucijo so v Varnostnem svetu vložile veto ZDA, Velika Britanija in Francija. Noriega je bil ujet in odpeljan v Miami, da bi mu sodili. Konflikt se je končal 31. januarja 1990.
Intervencija leta 1989 je močno prizadela mestno prebivalstvo, od katerega mnogi živijo pod pragom revščine. Kot je leta 1995 poudarila misija ZN za tehnično pomoč v Panami, je bilo zaradi spopadov razseljenih 20.000 ljudi. Najbolj prizadeto okrožje je bilo območje El Chorrillo v mestu Panama, kjer je bilo več stanovanjskih blokov popolnoma uničenih. Gospodarska škoda, ki so jo povzročili spopadi, je bila ocenjena na 1,5 do 2 milijardi dolarjev.[43] Večina Panamcev je podprla intervencijo.

### Obdobje po intervenciji
Panamsko volilno sodišče je hitro ukrepalo in ponovno vzpostavilo civilno ustavno vlado, 27. decembra 1989 obnovilo rezultate volitev maja 1989 in potrdilo zmago predsednika Guillerma Endare ter podpredsednikov Guillerma Forda in Ricarda Ariasa Calderóna.
V svojem petletnem mandatu se je pogosto nejevoljna vlada trudila izpolniti visoka pričakovanja javnosti. Njena nova policija je bila velik napredek v primerjavi s svojo predhodnico, vendar ni bila v celoti sposobna odvrniti kriminala. Ernesto Pérez Balladares je prisegel kot predsednik 1. septembra 1994 po mednarodno spremljani volilni kampanji.
1. septembra 1999 je Mireya Moscoso, vdova nekdanjega predsednika Arnulfa Ariasa Madrida, prevzela položaj, potem ko je na svobodnih in poštenih volitvah premagala kandidata PRD Martína Torrijosa, sina Omarja Torriosa. Med svojo administracijo je Moscoso poskušal okrepiti socialne programe, zlasti za razvoj, zaščito in splošno blaginjo otrok in mladostnikov. Moscosova uprava je uspešno izvedla prenos Panamskega prekopa in bila učinkovita pri upravljanju prekopa.
Martin Torrijos iz PRD je leta 2004 osvojil predsedniški položaj in zakonodajno večino v državni skupščini. Torrijos je svojo kampanjo med drugim vodil na platformi »ničelne tolerance« do korupcije, težave, ki je značilna za administracijo Moscosa in Pereza Balladaresa. Po prevzemu položaja je Torrijos sprejel številne zakone, zaradi katerih je vlada bolj pregleden. Oblikoval je nacionalni protikorupcijski svet, katerega člani so predstavljali najvišje ravni vlade in civilne družbe, delavske organizacije in versko vodstvo. Poleg tega so bili številni njegovi najbližji ministri v kabinetu nepolitični tehnokrati, znani po svoji podpori protikorupcijskim ciljem Torrijosove vlade. Kljub javnemu stališču administracije Torrijos o korupciji mnogi odmevni primeri, ki so zlasti vključevali politične ali poslovne elite, niso bili nikoli obravnavani.
Konservativni magnat supermarketov Ricardo Martinelli je bil izvoljen za naslednika Martina Torrijosa s prepričljivo zmago na splošnih volitvah v Panami maja 2009. Martinellijeva poslovna akreditacija je pritegnila volivce, zaskrbljene zaradi upočasnitve rasti med veliko recesijo. Kot kandidat štiristrankarskega opozicijskega Zavezništva za spremembe je Martinelli dobil 60 odstotkov glasov v primerjavi s 37 odstotki za kandidata vladne levičarske Demokratične revolucionarne stranke (PRD).
4. maja 2014 je podpredsednik Juan Carlos Varela, kandidat Partido Panamenista (Panamska stranka), zmagal na predsedniških volitvah leta 2014 z več kot 39 odstotki glasov, proti stranki njegovega nekdanjega političnega partnerja Ricarda Martinellija, Cambio Democrático, in njihovi kandidat José Domingo Arias. Prisegel je 1. julija 2014. 1. julija 2019 je Laurentino Cortizo prevzel predsedniški položaj. Cortizo je bil kandidat Stranke demokratične revolucije (PRD) na predsedniških volitvah maja 2019.

## Geografija
Panama je v Srednji Ameriki, meji na Karibsko morje in Tihi ocean, med Kolumbijo in Kostariko. Večinoma leži med 7° in 10° S ter 77° in 83° Z (majhno območje leži zahodno od 83°).
Njegova lokacija na Panamski ožini je strateška. Do leta 2000 je Panama nadzorovala Panamski prekop, ki povezuje Atlantski ocean in Karibsko morje s severnim delom Tihega oceana. Skupna površina Paname je 74.177,3 km².
Prevladujoča značilnost geografije Paname je osrednja hrbtenica gora in hribov, ki tvorijo celinsko ločnico. Ločnica ni del velikih gorskih verig Severne Amerike in samo blizu kolumbijske meje so visokogorja, povezana z andskim sistemom Južne Amerike. Hrbtenica, ki tvori ločnico, je močno erodiran lok dviga od morskega dna, v katerem so vrhovi nastali zaradi vulkanskih vdorov.
Gorsko območje ločnice se imenuje Cordillera de Talamanca blizu meje s Kostariko. Dlje proti vzhodu postane Serranía de Tabasará, njen del, ki je bližje spodnjemu sedlu ožine, kjer se nahaja Panamski prekop, pa se pogosto imenuje Sierra de Veraguas. Geografi kot celoto območje med Kostariko in prekopom na splošno imenujejo Cordillera Central.
Najvišja točka v državi je Volcán Barú, ki se dviga na 3475 metrov. Skoraj neprehodna džungla tvori Dariensko vrzel med Panamo in Kolumbijo, kjer kolumbijski gverilci in preprodajalci drog delujejo in včasih jemljejo talce. To in nemiri ter gibanja za zaščito gozdov ustvarjajo prekinitev v Panameriški cesti, ki sicer tvori celotno cesto od Aljaske do Patagonije.
Divje živali Paname so najbolj raznolike v Srednji Ameriki. Je dom številnih južnoameriških vrst in severnoameriških divjih živali.

### Vodne poti
Razgibano pokrajino Paname prepleta skoraj 500 rek. Večinoma niso plovne, mnoge izvirajo kot hitri visokogorski potoki, vijugajo v dolinah in tvorijo obalne delte. Vendar pa je Río Chagres, ki je v osrednji Panami, ena redkih širokih rek in vir hidroelektrične energije. Osrednji del reke je zajezen z jezom Gatun in tvori Gatúnsko jezero, umetno jezero, ki je del Panamskega prekopa. Jezero je nastalo z gradnjo zapornic na reki Río Chagres med letoma 1907 in 1913. Ko je bilo Gatúnsko jezero ustvarjeno, je bilo največje umetno jezero na svetu, jez pa je bil največji zemeljski jez. Reka se izliva severozahodno v Karibe. Jezeri Kampia in Madden (ki se prav tako polnita iz reke Río Chagres) zagotavljata hidroelektrično energijo za območje nekdanjega območja kanala.
Río Chepo, še en vir hidroelektrične energije, je ena od več kot 300 rek, ki se izlivajo v Pacifik. Te reke, usmerjene v Pacifik, so daljše in počasnejše od tistih na karibski strani. Tudi njihova porečja so obsežnejše. Ena najdaljših je Río Tuira, ki se izliva v Golfo de San Miguel in je edina reka v državi, po kateri lahko plovejo večja plovila.

### Pristanišča
Karibsko obalo zaznamuje več naravnih pristanišč. Vendar je imel Cristóbal na karibskem koncu prekopa edine pomembne pristaniške zmogljivosti v poznih 1980-ih. Številni otoki Archipiélaga de Bocas del Toro, blizu plaž Kostarike, zagotavljajo obsežno naravno pot in ščitijo pristanišče za banane Almirante. Več kot 350 otokov San Blas v bližini Kolumbije je razporejenih na več kot 160 kilometrih vzdolž zaščitene karibske obale.
Terminalna pristanišča, ki so na obeh koncih Panamskega prekopa, in sicer pristanišče Cristóbal, Colón in pristanišče Balboa, so uvrščena na drugo oziroma tretje mesto v Latinski Ameriki po številu pretovorjenih kontejnerskih enot (TEU). Pristanišče Balboa se razteza na 182 ha in ima štiri priveze za kontejnerje ter dva večnamenska priveza. Skupno so privezi dolgi več kot 2400 metrov z globino 15 metrov. Pristanišče Balboa ima 18 nabrežnih žerjavov super post-Panamax in Panamax ter 44 portalnih žerjavov. Pristanišče Balboa vsebuje tudi 2100 kvadratnih metrov skladiščnega prostora.
Pristanišča Cristobal (ki zajemajo kontejnerske terminale panamskih pristanišč Cristobal, mednarodni terminal Manzanillo in kontejnerski terminal Colon) so leta 2009 pretovorila 2.210.720 TEU, takoj za pristaniščem Santos v Braziliji v Latinski Ameriki.
Odlična globokomorska pristanišča, ki lahko sprejmejo velike VLCC (zelo velike ladje za prevoz surove nafte), so v Charco Azulu, Chiriquí (Pacifik) in Chiriquí Grande, Bocas del Toro (Atlantik) blizu zahodne meje Paname s Kostariko. Transpanamski naftovod, ki poteka 131 kilometrov čez ožino, deluje med Charco Azulom in Chiriquí Grande od leta 1979.

### Podnebje
Je tropsko z majhnimi temperaturnimi nihanji in obilnimi padavinami. Razlike med karibsko in tihooceansko stranjo so precejšnje. Na karibski strani je 2500–4000 mm padavin (razporejene skozi vse leto), na tihooceanski pa 1100–2300 mm (deževna doba maj–december in sušna doba januar–marec).

### Biotska raznovrstnost
Panamsko tropsko okolje podpira obilico rastlin. Prevladujejo gozdovi, ki jih ponekod prekinjajo travniki, grmičevje in polja. Čeprav je skoraj 40 % Paname še vedno poraslega z gozdom, krčenje gozdov še naprej ogroža z dežjem prepojene gozdove. Pokritost z drevesi se je od leta 1940 zmanjšala za več kot 50 odstotkov. Samooskrbno kmetijstvo, ki se na široko izvaja od severovzhodne džungle do jugozahodnih travišč, je sestavljeno predvsem iz parcel s koruzo, fižolom in gomolji. Močvirja z mangrovami se pojavljajo vzdolž delov obeh obal, nasadi banan pa zasedajo delte blizu Kostarike. Marsikje se deževni gozd z več krošnjami na eni strani države naslanja na močvirje, na drugi pa se razteza do spodnjih tokov pobočij. Panama je imela leta 2019 povprečno oceno indeksa celovitosti gozdne krajine 6,37/10, kar jo je uvrstilo na 78. mesto med 172 državami.
Maja 2022 so vlada Paname in energetska podjetja objavili svoj načrt za razvoj velike in napredne biorafinerije letalskega goriva v državi, da bi povečali dobavo letalskega goriva z nižjimi emisijami ogljika.

### Administrativne enote
Panama je razdeljena na deset provinc s svojimi lokalnimi oblastmi (guvernerji). Vsaka je razdeljen na okrožja in corregimientos (mestna okrožja). Obstaja tudi šest Comarcas (dobesedno: okraj), ki jih naseljujejo različne staroselske skupine.

## Prebivalstvo in poselitev
Zelo hitro povečanje števila prebivalcev v drugi polovici 20. stoletja se polagoma umirja predvsem zaradi zmanjšanja rodnosti. Po rasni pripadnosti so prebivalci mestici (64 %), črnci in mulati (14 %), belci (10 %), Indijanci (8 %) in Kitajci (4 %). 
Mestici živijo večinoma v zahodnem delu države, črnci in mulati ob karibski obali in so potomci sužnjev, ki so jih Španci pripeljali za delo na plantažah. Kitajci so se naselili med gradnjo prekopa. Večina Indijancev v vzhodnih delih države in na skrajnem zahodu živi na tradicionalen način.
Panamci so po verski pripadnosti katoličani (80 %), protestanti (10 %, večinoma evangeličani) in muslimani (5%). 
Več kot polovica prebivalstva živi vzdolž Panamskega prekopa, od tega dobra tretjina na območju glavnega mesta, preostali večinoma v podolju južno od gorovja Sierra de Tabasara na zahodu. Vzhodni del države je zelo redko poseljen z Indijanci (2 preb./km²).
Večja mesta so Panama (625.000), San Miguelito (294.000), Colon (138.000), David (100.000) in Santiago (68.000).

## Gospodarstvo

### Kmetijstvo
Panama ima 672.000 ha njiv in trajnih nasadov ter 1,5 mil. ha travnikov in pašnikov. Največ izvažajo banane in ostalo sadje. Da bi zmanjšali pretirano odvisnost od izvoza banan, načrtno uvajajo nove kulture, kot so oljna in kokosova palma, kakav, povrtnine in tropsko sadje. Na bolj sušnem jugozahodu je dobro razvita tudi mesna govedoreja.
Zelo pomembna dejavnost je ribolov (skupni ulov 277.000 t), zlasti lov na rakce, v 90. letih se je začela uspešno razvijati tudi marikultura (raki). Najpomembnejše ribiško pristanišče je Vacamonte.

### Industrija
Razmeroma šibka industrija predeluje domače kmetijske pridelke (sladkor, ribe, mesna industrija) in proizvaja alkoholne pijače ter oskrbuje domači trg z nekaterimi industrijskimi izdelki. Večina industrije se nahaja vzdolž Panamskega prekopa med mestoma Panama in Colon.

### Turizem
Panama ima ugodne možnosti za razvoj turizma (slikovita pokrajina, plaže), predvsem na več kot 800 tropskih otokih v Panamskem zalivu.

### Naravne in kulturne znamenitosti
- Barro Colorado - zavarovano območje v Gatunskem jezeru obsega otok Barro Colorado ter dele jezerske obale. Na otoku je Smithsonov tropski raziskovalni inštitut.
- Narodni park Bastimentos na severozahodu države obsega večji del otoka in bližnje dele Karibskega morja z bogatim živalskim svetom (želve, kajmani, ribe)
- Narodni park Coiba na istoimenskem otoku na tihooceanski strani. Poleg velikega otoka Coiba so še številni manjši otoki, grebeni in plitvo morje. Je tudi del Unescove svetovne dediščine pod nazivom Coiba National Park and its Special Zone of Marine Protection.[46]
- Narodni park Darién vzdolž meje s Kolumbijo predstavlja težko dostopna hribovja z nedotaknjenim tropskim deževnim gozdom. Je tudi del Unescove svetovne dediščine.[47]
- Narodni park La Amistad v zahodni Panami in Kostariki v gorovju Cordillera de Talamanca predstavlja tropski deževni gozd. Je tudi del Unescove svetovne dediščine pod naslovom Talamanca Range-La Amistad Reserves / La Amistad National Park.[48]
- Panama je glavno mesto in gospodarsko središče ob Panamskem zalivu na tihomorski strani. Dobro ohranjen stari del mesta iz kolonialnega obdobja (Casco Viejo) je del Unescove svetovne dediščine [49]
- Portobelo je manjše mesto ob karibski obali. Od leta 1574 do 1702 je bilo glavno pristanišče za natovarjanje perujskega zlata in srebra. Nekdanja carinarnica (1630), trdnjavi Santiago in San Jeronimo ter stolnica so del svetovne dediščine pod naslovom Fortifications on the Caribbean Side of Panama: Portobelo-San Lorenzo.[50] Okrog mesta je tudi narodni park s 70 km obale, plitvim morjem in koralnimi grebeni.
- Utrdba San Lorenzo je španska utrdba iz 17. stol., ki stoji ob izlivu reke Chagres. Je tudi del Unescove svetovne dediščine pod naslovom Fortifications on the Caribbean Side of Panama: Portobelo-San Lorenzo.[51]
- Narodni park Volcán Barú na istoimenskem vulkanu predstavlja megleni tropski gozd in slikovito vulkansko krajino.